# Łysogórka (rejon teofipolski)
Łysogórka – wieś w rejonie teofipolskim, w obwodzie chmielnickim.